# Nationaal Park Horgo-Terhiin Tsagaan Nuur
Nationaal Park Horgo-Terhiin Tsagaan Nuur (Mongools: Хорго-Тэрхийн цагаан нуур байгалийн цогцолбор газар) is gelegen in de ajmag Arhangaj in het westen van Mongolië. Het gebied werd opgericht tot nationaal park op 1 januari 1965 per resolutie (№ 17/1965) van het parlement van de Volksrepubliek Mongolië. Het nationaal park heeft een oppervlakte van 768,93 km².

## Kenmerken
Het nationaal park is gelegen in het Changaigebergte, ca. 175 kilometer ten noordwesten van de regionale hoofdstad Tsetserleg. Onderdeel van het nationaal park is het zoetwatermeer Terhiin Tsagaan Nuur, dat gelegen is op een hoogte van 2.060 meter en een oppervlakte heeft van 61,1 km². Het meer wordt gevoed door tien bergrivieren en heeft één uitlaat — de rivier Suman. Tussen eind oktober en begin mei is het meer bedekt met een ijslaag. Meer naar het westen toe bevinden zich nog een aantal kleinere bergmeren. De omringende bergen zijn bedekt met naaldbossen, grotendeels bestaande uit lariksen. Op circa 3,5 km ten oosten van de Terhiin Tsagaan Nuur bevindt zich de uitgedoofde vulkaan Horgo. De met basalt bedekte vulkaankrater van de Horgo heeft een breedte van ongeveer 200 meter en een diepte van 100 meter.

## Dierenwereld
In het nationaal park komen vogelsoorten voor die op wereldschaal bedreigd zijn, zoals de zwaangans (Anser cygnoides), witbandzeearend (Haliaeetus leucoryphus), sakervalk (Falco cherrug) en grote trap (Otis tarda). In het nationaal park leeft ook 4 à 5% van de wereldpopulatie van de Indische gans (Anser indicus) en andere watervogels als casarca (Tadorna ferruginea), brilduiker (Bucephala clangula) en grote zaagbek (Mergus merganser). Enkele zoogdieren die in het park voorkomen zijn de manoel (Otocolobus manul), steppevos (Vulpes corsac), vos (Vulpes vulpes), wolf (Canis lupus) en tarbagan (Marmota sibirica).

## Toegankelijkheid
Voor toegang tot het nationaal park dient een entreebewijs te worden gekocht.
Altaj Tavan Bogd · 
Bulgan Gol · 
Darĭganga · 
Gorhi-Terelzj · 
Govĭ Gurvan Sajhan · 
Hangajn Nuruu · 
Han Höhii · 
Har Us Nuur · 
Horgo-Terhiin Tsagaan Nuur · 
Högnö-Tarna · 
Hövsgöl Nuur · 
Hustain Nuruu · 
Ih Bogd Uul · 
Ih Gazryn Tsjuulu · 
Mjangan Ugalzatyn · 
Mongol Els · 
Mönhhajrhan Uul · 
Nojon Hangaj · 
Öndörhaan Uul · 
Onon Balzj · 
Orhony Hödii · 
Siilhemiin Nuruu · 
Tarvagatajn Nuruu · 
Tengis-Sjesjgediin Golyn Aj Sav · 
Tsambagarav Uul · 
Tsjigertejn Golyn Aj Sav · 
Tuzjiin Nars · 
Ulaagtsjiny Har Nuur · 
Zar Bajdgariin Golyn Ehen Sav